# Dolichochaeta longicornis
Dolichochaeta longicornis är en insektsart som beskrevs av Philippi 1863. Dolichochaeta longicornis ingår i släktet Dolichochaeta och familjen Anostostomatidae. Inga underarter finns listade i Catalogue of Life.